# Austroflustra vulgaris
Austroflustra vulgaris är en mossdjursart som först beskrevs av Arnold Girard Kluge 1914.  Austroflustra vulgaris ingår i släktet Austroflustra, ordningen Cheilostomatida, klassen Gymnolaemata, fylumet mossdjur och riket djur. Inga underarter finns listade i Catalogue of Life.